# Buprestis laeviventris
Buprestis laeviventris är en skalbaggsart som först beskrevs av Leconte 1857.  Buprestis laeviventris ingår i släktet Buprestis och familjen praktbaggar. Inga underarter finns listade i Catalogue of Life.